# جبل بيناتوبو
جبل بيناتوبو هو بركان طبقي نشط يقع في جبال زامبالاس، عند نقطة حدودية ثلاثية تفصل المقاطعات الفلبينية زامباله وتارلاك وبامبانغا، في الجزيرة الشمالية في لوزون. لم يكن تاريخه البركاني معروفاً للأغلبية قبل النشاط البركاني الذي بدأ بثورانه في أوائل عام 1991. كانت عوامل التعرية في الجبل شديدة، وكان محجوباً عن الأنظار بسبب الغابات الكثيفة التي سكنها عدة آلاف من شعب أيتا الأصليين.
يشتهر بيناتوبو بسمعةٍ سيئة، بسبب شدة نشاطه، حيث كان مؤشر التفجر البركاني-6 في ثوران عام 1991، وهو ثاني أكبر ثوران بركاني في القرن العشرين بعد ثوران بركان نوفاروبتا في ألاسكا عام 1912. إن ما زاد من تعقيد حالة الثوران هو وصول إعصار يونيا الذي جلب مزيجاً مميتاً من الرماد والأمطار إلى البلدات والمدن المحيطة بالبركان. نظراً للتنبؤات التي سبقت بداية الثوران، أجلي عشرات الآلاف من السكان من المناطق المحيطة ما ساهم في إنقاذهم. تضررت المناطق المحيطة بسبب اندفاع الحمم البركانية وسقوطها، ثم بسبب الفيضانات الناجمة عن الأمطار التي حملت الرواسب البركانية، تسبب هذا في دمارٍ واسع النطاق للبنية التحتية وتغيير أنظمة الأنهار لسنواتٍ بعد الانفجار. استمر تشكّل قباب الحمم البركانية من 1992 حتى 1993 في البحيرات البركانية المحيطة.
كانت آثار ثوران عام 1991 ملحوظة في مختلف أنحاء العالم. أطلق البركان نحو 10 بليون طن أو 10كم3 من الصهارة، و20 مليون طن من ثاني أكسيد الكبريت، ما يعني جلب كميات هائلة من المعادن والمعادن السامة إلى البيئة السطحية. كانت كميات الجسيمات المعلقة التي أطلقت في طبقة ستراتوسفير أكثر مما أطلق في أي ثوران بركان آخر منذ ثوران كراكاتوا عام 1883. على مدى الأشهر التالية، شكّل الهباء الجوي طبقة من ضباب حمض الكبريتيك على نطاق واسع، وانخفضت درجة الحرارة العالمية نحو 0.5 °م (0.9 °ف) في 1991-1993، وشهد العالم زيادة كبيرة مؤقته في نضوب الأوزون.

## الجغرافيا

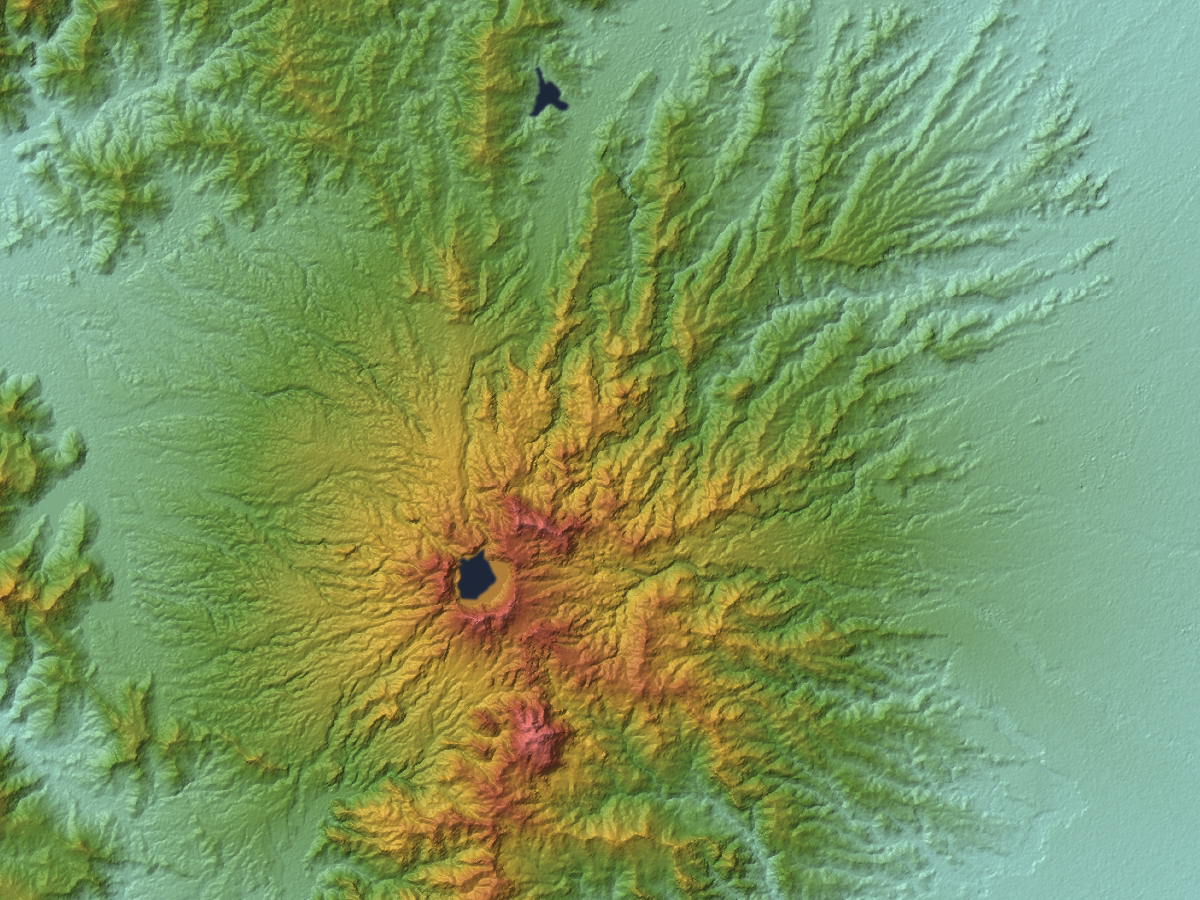
خريطة جبل بيناتوبو

يقع البركان على بعد قرابة 87 كيلومتر (54 mi) شمال غرب مانيلا، عاصمة الفلبين. توجد بالقرب من جبل بيناتوبو قواعد عسكرية سابقة كانت تحتفظ بها الولايات المتحدة. كانت القاعدة البحرية الأمريكية في خليج سوبيك تبعد 37 كيلومتر (23 mi) جنوب بيناتوبو، وكانت قاعدة كلارك الجوية تمتد 14 كيلومتر (8.7 mi) شرق البركان البركان قريب من نحو 6 ملايين نسمة من السكان.

## التاريخ
كانت قمة جبل بيناتوبو ترتفع 1,745 م (5,725 قدم) فوق مستوى سطح البحر، قبل ثوران البركان عام 1991، فقد كان أعلى من السهول القريبة بنحو 600 م (2,000 قدم)، وأعلى من القمم المحيطة بنحو 200 م (660 قدم)، ما سبب حجب الرؤية إلى حدٍ كبير. وهو جزء من سلسلة براكين تقع على طول الجانب الغربي من جزيرة لوزون وتعرف باسم جبال زامباليس.
ينتمي جبل بيناتوبو إلى سلسلة كابوسيلان الفرعية المتفرعة من جبال زامباليس، وتتكون من جبل كوادرادو وجبل نيغرون وجبل ماتابا وجبل بيناتوبو. وهي براكين اندساسية، تشكلت بفعل انزلاق الصفيحة الأوراسية أسفل الحزام الفلبيني المتحرك على طول خندق مانيلا غرباً. نشأ جبل بيناتوبو والبراكين الأخرى بسبب الانسداد الذي سببته الصهارة من حدود الصفائح التكتونية.
يحيط ببيناتوبو من الغرب قشرة أفيوليت سلسلة زامباليس، وهو قسم من قشرة محيطية تكونت منذ الفترة الفجرية رفعت خلال أواخر العصر الأوليغوسيني. يتكون تكوين تارلاك شمال وشرق وجنوب شرق بيناتوبو من رواسب بحرية وغير بحرية وبركانية تشكلت في أواخر العصر الميوسيني والعصر البليوسيني.
أحدث دراسة لجبل بيناتوبو كانت قبل نشاطه عام 1991، وهي دراسة جيولوجية شاملة أجراها ف.غ. ديلفين بين عامي 1983 و1984 لصالح شركة النفط الوطنية الفلبينية، كجزء من الاختبارات السطحية للمنطقة قبل إجراء الحفر الاستكشافي واختبار مصادر الطاقة الحرارية الجوفية عامي 1988 و1990. عرّف الباحث تاريخين للجبل، حيث صنّفه ببيناتوبو الموروث وبيناتوبو الحديث.

### النشاط الأخير
في 10 يوليو 2002، انهار الجدار الغربي للفوّهة، وأطلق ببطء 160 مليون متر مكعب (5.7×109 قدم3) من المياه والرواسب في نهر مارونوت.
في 26 يوليو 2011، ضرب زلزال بقوة 5.9 درجة المنطقة بالقرب من بيناتوبو. لكن لم ترد أنباء عن وقوع خسائر أو أضرار جسيمة.
في 4 مارس 2021، رفع المعهد الفلبيني لعلم البراكين والزلازل مستوى التأهب للمستوى الأول على جبل بيناتوبو بعد الإبلاغ عن زيادة في نشاطه الزلزالي. كما سُجّل 1722 زلزالًا بركانيًا بالقرب من البركان منذ يناير 2021.
في 11 أغسطس 2021، خفض المعهد مستوى التاهب إلى المستوى 0 بسبب "الانخفاض المستمر في نشاط الزلزال والعودة إلى المعايير الزلزالية الأساسية".
أفاد المعهد أنه لوحظ "انخفاض كبير" في الزلازل البركانية، بإجمالي 104 زلزالاً أو متوسط 2-3 حدث في اليوم وذلك من 1 يوليو حتى 1 أغسطس 2021.
في30 نوفمبر 2021، أبلغ المعهد عن حدوث انفجار ضعيف على جبل بيناتوبو بين الساعة 12:09 مساءً و12:13 مساءً. أكد المعهد لاحقاً أن الانفجار عن سوائل نتجت عن التوزيع الحراري بالقرب من السطح، وليس انفجاراً صخرياً.